# سوتارو
سوتارو (انگلیسی: Sotaro؛ زادهٔ ۲۹ ژانویهٔ ۱۹۸۶) بازیگر، model اهل ژاپن است.